# Jean-François Bastien (chanteur)
Pour l’article homonyme, voir Jean-François Bastien.
Jean-François Bastien est un chanteur canadien né le 15 octobre 1978 à Shawinigan au Québec.
Francophone, il a participé à la première émission de la Star Académie québécoise en 2003.
Il a également participé à de nombreux spectacles de la fête nationale du Québec.

## Accomplissements
- Chanteur (Star Académie, Rent (comédie musicale), carrière solo)
- Animation (télévision en direct: «Demandes spéciales»)
- Dramaturge
- Metteur en scène (théâtre, danse) 

### Création et conception de spectacles
- 2007 Bastiens-toi bien!
- 2008 Bastien et Cie (avec Steve Diamond, Jonathan Painchaud, Suzie Villeneuve et Gilles Girard)
- 2009 Le phenix et le Spectacle de clôture avec le Cirque du Soleil. Il a été également directeur artistique, metteur en scène et parolier. (dans le cadre du 375e anniversaire de Trois-Rivières).